# Memantină
Memantina este un medicament utilizat în tratamentul bolii Alzheimer, în forma moderată sau severă. Calea de administrare disponibilă este cea orală. Este un derivat de adamantan.
Memantina a fost aprobată pentru uz medical  în Statele Unite ale Americii în anul 2003.